# Curdworth
Curdworth est un village et une paroisse civile du Warwickshire, en Angleterre.

## Géographie
Curdworth est un village du Warwickshire, un comté des Midlands de l'Ouest. Il se situe dans le nord de ce comté, à une quinzaine de kilomètres au nord-est du centre-ville de Birmingham. Les autoroutes M6 et M42 (en) passent juste à l'est du village, de même que la route A446 (en). La Tame, un affluent de la Trent, coule au sud de Curdworth, tandis que le canal de Birmingham et Fazeley (en) passe au nord du village.
Au Moyen Âge, Curdworth relève du hundred de Hemlingford (en). Après l'abandon du système des hundreds, il est rattaché au district rural de Castle Bromwich (en) de 1894 à 1912, puis au district rural de Meriden (en) de 1912 à 1974 et enfin au district non métropolitain du North Warwickshire depuis 1974.
Pour les élections à la Chambre des communes, Curdworth appartient à la circonscription de North Warwickshire.

## Histoire
Le Domesday Book indique que le manoir de Curdworth ne change pas de propriétaire entre 1066 et 1086 : il reste la propriété de Thorkil ou Turchill de Warwick, fils du shérif Æthelwine. Le manoir se transmet au sein de ses descendants de la famille Arden (en) jusqu'en 1583, lorsque Edward Arden est accusé de complicité dans la tentative d'assassinat planifiée par son gendre John Somerville (en) sur la reine Élisabeth Ire. Jugé coupable de haute trahison, il est exécuté le 20 décembre et ses biens sont confisqués par la couronne.
Le manoir de Curdworth est alors acquis par un courtisan de la reine Élisabeth, Edward Darcy (en) (1543/1544-1612). En 1670, il est divisé entre les quatre filles de son petit-fils, également prénommé Edward. Ces quarts se transmettent à diverses familles et ne sont jamais réunis.

## Démographie
Au recensement de 2011, la paroisse civile de Curdworth comptait 1 115 habitants.
| Année | Population |
| ----- | ---------- |
| 1801  | 552        |
| 1811  | 548        |
| 1821  | 555        |
| 1831  | 617        |
| 1841  | 693        |
| 1851  | 715        |
| 1881  | 318        |
| 1891  | 292        |
| 1901  | 419        |
| 1911  | 335        |
| 1921  | 413        |
| 1931  | 405        |
| 1951  | 512        |
| 1961  | 517        |
| 2011  | 1 115      |

## Culture locale et patrimoine

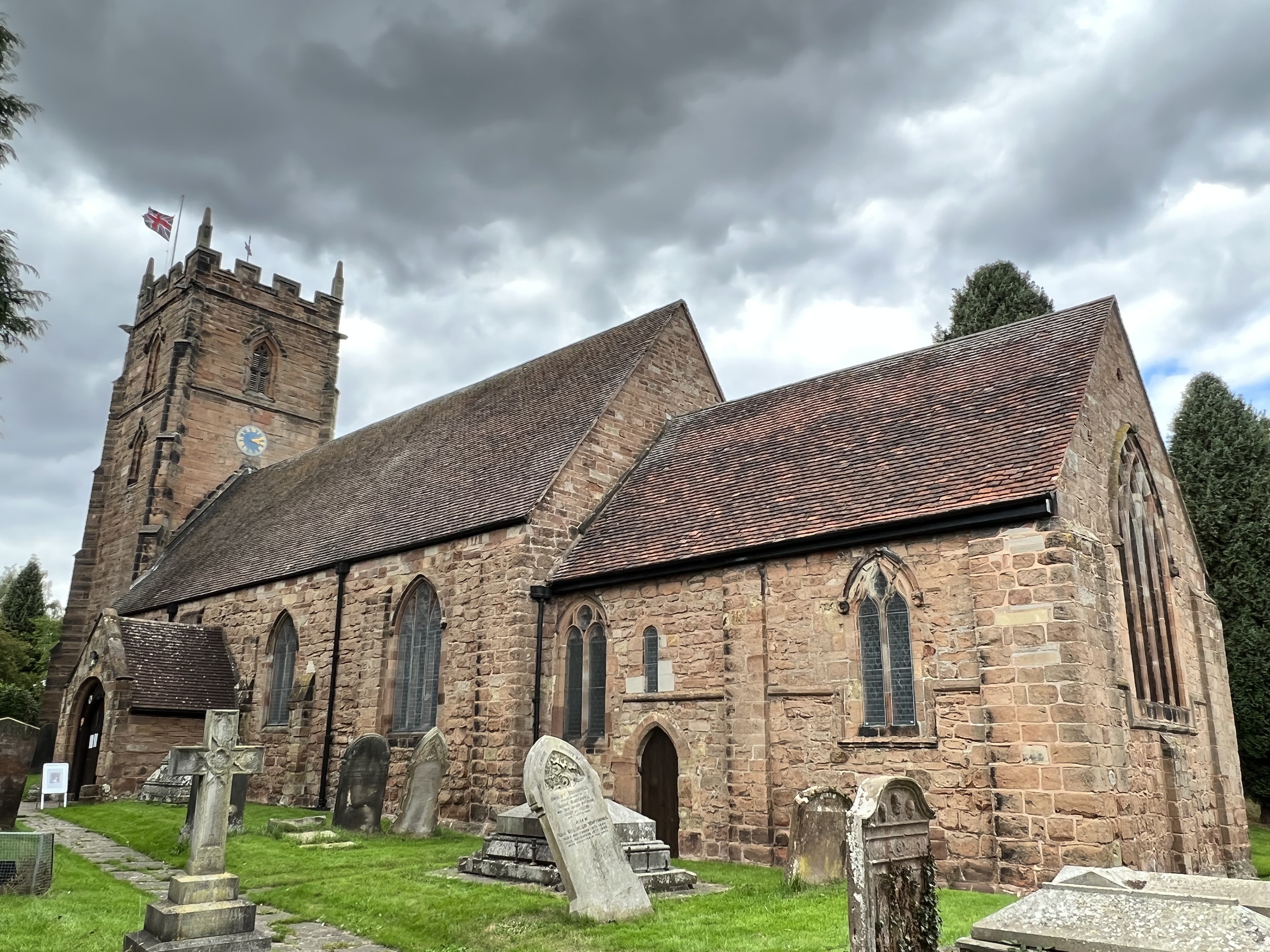
L'église paroissiale de Curdworth.

L'église paroissiale de Curdworth (en) est dédiée à deux saints : saint Nicolas et saint Pierre aux Liens (ad Vincula). Elle remonte au XIIe siècle, avec des ajouts majeurs (dont sa tour) au XVe siècle. Elle a connu deux restaurations, en 1800 et 1895, et constitue un monument classé de grade II* depuis 1961.